# 2016-os magyar jégkorongkupa

## Résztvevők
A magyar jégkorongkupában csak magyar csapatok indulhatnak. A Résztvevők: DVTK Jegesmedvék, MAC Budapest, Fehérvár AV19, Debreceni HK, UTE, Ferencváros TC, Dunaújvárosi Acélbikák, Vasas-Continental.

## A selejtező
A selejtezőben 6 csapat indult. A DVTK Jegesmedvék és a MAC Budapest bajnoki döntősként automatikus elődöntősök voltak. A selejtezőben minden csapat egyszer találkozott a másikkal az alacsonyabban rangsorolt csapat otthonában. A Selejtező végeredménye: 
| Hely | Csapat                 | M | 3p | 2p | 1p | 0p | +/- | Pont |
| ---- | ---------------------- | - | -- | -- | -- | -- | --- | ---- |
| 1    | Fehérvár AV19          | 5 | 5  | 0  | 0  | 0  | 30  | 15   |
| 2    | Debreceni HK           | 5 | 4  | 0  | 0  | 1  | 10  | 12   |
| 3    | Ferencvárosi TC        | 5 | 3  | 0  | 0  | 2  | 6   | 9    |
| 4    | UTE                    | 5 | 1  | 1  | 0  | 3  | -3  | 5    |
| 5    | Dunaújvárosi Acélbikák | 5 | 1  | 0  | 1  | 3  | -11 | 4    |
| 6    | Vasas-Continental      | 5 | 0  | 0  | 0  | 5  | -32 | 0    |

## A Final Four
A Final Fourra a Tüskecsarnokban került sor. A selejtezők nyertese a MOL Liga 2. helyezettjével, míg a 2. második helyezettje a MOL Liga nyertesével játszott a döntőbe jutásért. Az elődöntők vesztesei a bronzéremért játszottak.

### Az elődöntők
2016. március 26., szombat 	14:00 	
Debreceni HK – DVTK Jegesmedvék 	1:3 (1:0, 0:2, 0:1) 
2016. március 26., szombat 	17:30
Fehérvár AV19 – MAC Budapest 	3:1 (1:0, 1:1, 1:0)
A DVTK Jegesmedvék és a Fehérvár AV19 jutott döntőbe, a MAC Budapest és a Debreceni HK a bronzért játszhatott.

### A Bronzmérkőzés
2016. március 27., vasárnap 	16:45
Debreceni HK – MAC Budapest 	4:3 hu. (2:0, 1:0, 0:3, 1:0) 
A Debreceni HK szerezte meg a bronzérmet.

### A Döntő
2016. március 27., vasárnap 	20:15
Fehérvár AV19 – DVTK Jegesmedvék 	4:1 (1:1, 2:0, 1:0) 
A Fehérvár AV19 nyerte a kupát.